# Antoine Malus de Montarcy
Pour les articles homonymes, voir Malus.
Antoine Malus de Montarcy (né le 1er juillet 1736 à Paris et mort le 1er juillet 1820 à Lille) est un homme politique  français.

## Biographie
Receveur des tailles dans l'Yonne quand la Révolution française débute, Antoine Malus de Montarcy est élu le 2 septembre 1791 député de ce département à l'Assemblée législative. Il y siège jusqu'au 20 septembre 1792 dans la majorité réformatrice. Il y travaille essentiellement sur les questions agricoles. 